# Palpimanidae
Famille
Les Palpimanidae sont une famille d'araignées aranéomorphes.

## Distribution

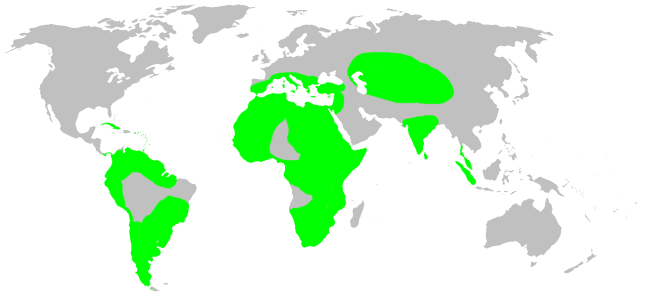
Distribution

Les espèces de cette famille se rencontrent en Afrique, dans le Sud de l'Amérique, dans le Sud  de l'Asie et en Europe du Sud.

## Description
Ce sont des araignées rougeâtres, au céphalothorax et à la première paire de pattes très renflés.
Les espèces de cette famille comptent deux, six ou huit yeux,.

## Paléontologie
Cette famille est connue depuis le Néogène.

## Liste des genres
Selon World Spider Catalog (version 25.5, 03/12/2024) :
- Anisaedus Simon, 1893
- Badia Roewer, 1961
- Boagrius Simon, 1893
- Chedima Simon, 1873
- Chedimanops Zonstein & Marusik, 2017
- Diaphorocellus Simon, 1893
- Fernandezina Birabén, 1951
- Hybosida Simon, 1898
- Hybosidella Zonstein & Marusik, 2017
- Ikuma Lawrence, 1938
- Levymanus Zonstein & Marusik, 2013
- Notiothops Platnick, Grismado & Ramírez, 1999
- Otiothops MacLeay, 1839
- Palpimanus Dufour, 1820
- Sarascelis Simon, 1887
- Scelidocteus Simon, 1907
- Scelidomachus Pocock, 1899
- Sitamacho Wood, Kulkarni, Ramírez & Scharff, 2024
- Steriphopus Simon, 1887
- Tibetima Lin & Li, 2020

## Systématique et taxinomie
Cette famille a été décrite par Thorell en 1870 comme une sous-famille des Eresidae.
Cette famille rassemble 176 espèces dans 20 genres.

## Publication originale
- Thorell, 1870 : « On European spiders. Part 2. » Nova acta Regiae Societatis Scientiarum Upsaliensis, sér. 3, vol. 7, p. 109-242 (texte intégral).